# Ursula Ernestus
Ursula Ernestus (geborene Huffert; * 22. Oktober 1932 in Hanau) ist eine deutsche Bibliothekarin und Genealogin. Bekannt wurde sie vor allem durch ihre umfangreichen Ortsfamilienbücher für Vorgängergemeinden der heutigen Großstadt Wuppertal.

## Leben
Ursula Ernestus wuchs als Tochter des Grafikers und Exlibris-Künstlers Hermann Huffert in Steinheim am Main auf. Nach dem Abitur folgte ihr Studium am Bibliothekar-Lehrinstitut in Köln, das sie 1956 mit dem Diplom als Bibliothekarin für den Dienst an Öffentlichen Bibliotheken abschloss. Im gleichen Jahr heiratete sie den Bibliothekar Horst Ernestus. Bis zur Geburt ihres ersten Sohnes Christopher war sie an einer Berliner Bibliothek tätig, anschließend arbeitete sie, auch nach der Geburt ihres zweiten Sohnes, an Buchbesprechungen, bibliothekarischen Veröffentlichungen, Übersetzungen von Fachbeiträgen und unterstützte ihren Ehemann unter anderem bei seinem Standardwerk über das deutsche Bibliothekswesen. Nach ihrem Umzug nach Wuppertal arbeitete sie zeitweise in der damaligen „Mediothek“ der Volkshochschule Wuppertal und betreute die Bibliothek des Wuppertaler Uhrenmuseums.
Seit etwa 1980 beschäftigte sie sich mit der Erforschung ihrer eigenen Familie und der ihres Mannes, die aus dem heutigen Wuppertal stammt. Daraus erwuchs bald ein ehrenamtliches Engagement für die Genealogie des Wuppertaler Raumes über die eigene Familie hinaus. So arbeitete sie, zeitweise als stellvertretende Vorsitzende, im Vorstand des Bergischen Vereins für Familienkunde und der Bezirksgruppe Bergisches Land der Westdeutschen Gesellschaft für Familienkunde mit.
Seit 1994 erschienen ihre Ortsfamilienbücher zu den wichtigen evangelisch-reformierten und evangelisch-lutherischen Kirchengemeinden Gemarke, Wupperfeld und Wichlinghausen in Barmen sowie die konfessionsübergreifenden Familienbücher zu Ronsdorf und zu Elberfeld.
An der 2022 abgeschlossenen digitalen Veröffentlichung des Elberfelder Verzichtbuches (1537–1704) und der Elberfelder Familienkartei (bis 1650) von Hermann Kießling war sie maßgeblich beteiligt.

## Ehrungen
- 2001: Rheinlandtaler des Landschaftsverbandes Rheinland
- 2015: Ehrenmitglied des Bergischen Vereins für Familienforschung
- 2021: „Verdiente Genealogin“, verliehen durch die Deutsche Arbeitsgemeinschaft genealogischer Verbände[5]

## Werke (Auswahl)
- Die Familien der evangelisch-reformierten Gemeinde Barmen-Gemarke (Wuppertal) 1702–1809. [Bd. 1:] A–K, [Bd. 2:] L–Z. Bergischer Verein für Familienkunde, Wuppertal 1994.
- Die Familien der evangelisch-lutherischen Gemeinde Wichlinghausen (Wuppertal) 1744–1809. [Bd. 1:] A–K, [Bd. 2:] L–Z. Bergischer Verein für Familienkunde, Wuppertal 1998.
- Die Familien der evangelisch-lutherischen Gemeinde Wupperfeld (Wuppertal) 1778–1809. [Bd. 1:] A–K, [Bd. 2:] L–Z. Bergischer Verein für Familienkunde, Wuppertal 1998.
- Die Familien der Kirchengemeinden in Ronsdorf (Wuppertal); nach den Kirchenbüchern der reformierten Gemeinde (1761 bis 1809), der katholischen Gemeinde (1761 bis 1809) und der lutherischen Gemeinde (1789 bis 1809). [Bd. 1:] A–K, [Bd. 2:] L–Z. Bergischer Verein für Familienkunde, Wuppertal 2000.
- Familienbuch Elberfeld 1648–1769 nach den Kirchenbüchern der reformierten, der lutherischen und der katholischen Gemeinde. [Bd. 1:] A–D, [Bd. 2:] E–J, [Bd. 3:] K–N, [Bd. 4:] O–S, [Bd. 5:] T–xxx. Cardamina-Verl. Breuel, Plaidt 2013.